# Hrihary Hižnjak
Hryhorij Hyžnjak (Mikolajiv, 16. srpnja 1974.) je bivši ukrajinski košarkaš i ukrajinski reprezentativac. Igrao je na mjestu centra. Visine je 216 cm. Igrao je u Euroligi sezone 1998./99. za ruski Avtodor iz Saratova. 

## Vanjske poveznice
- Euroleague.net